# Signs (Zeitschrift)
Signs: Journal of Women in Culture and Society ist eine englischsprachige akademische Fachzeitschrift der Frauenforschung, die vom Universitätsverlag University of Chicago Press verlegt wird. Die feministische Zeitschrift wurde 1975 gegründet. Aktuelle Herausgeberin (Stand: 2021) ist die Geschlechterforscherin Suzanna Danuta Walters.

## Inhalte und Ziele
Das kleinformatige Heft enthält neben den Hauptartikeln, Buchrezensionen und Leitartikel zu umstrittenen Konzepten durch akademische Feministinnen und Aktivistinnen aus verschiedenen Regionen der Welt, Rückschauen auf die Wahrnehmung feministischer Forschung sowie Ausblicke auf neue akademische Trends.
Ziel von Signs ist es, zur Ausdehnung des Wissens über das Leben von Frauen und Männern in verschiedenen Regionen der Welt beizutragen durch die Veröffentlichung akademischer Arbeiten, die neue Fragen aufwerfen wie auch innovative Herangehensweisen entwickeln zum Verständnis von Vergangenheit und Gegenwart.
Zur Veröffentlichung angenommen werden sowohl Artikel über Forschungsarbeiten aus einem speziellen Fachgebiet wie auch interdisziplinäre Arbeiten. Die Themengebiete umfassen die soziale Herausbildung von „Rasse“ (racialization), Sexualität (sexualization) und Geschlecht (gendering) in verschiedenen gesellschaftlichen Zusammenhängen. Zu diesen Zusammenhängen gehören zwischenmenschliche Dynamiken und familiale Beziehungen, nationale und internationale Institutionen, Gesetze und Politiken,  Normen von Organisationen, Praxen von Produktion und Konsum, Arbeitsteilung, Muster des Aufbaus und Abbaus von Fachkräften (skilling/deskilling), Verteilungen von politischen Rechten und ökonomischen Chancen, Regulation des Familienlebens, Mobilität und Migration, Systeme der Sichtbarkeit und Unsichtbarkeit, Mechanismen von sozialen Ein- und Ausschlüssen, verbale und visuelle Repräsentation, Bildung von Ideologien und Produktion von Kultur.
Die Zeitschrift hatte 2012 einen Impact Factor von 0,556 und lag damit auf Rang 21 von 38 im Social Science Citation Index betrachteten Zeitschriften in der Kategorie Frauenforschung.